# Рафаель Роттер
Рафаель Роттер (нім. Rafael Rotter; 14 червня 1987, м. Відень, Австрія) — австрійський хокеїст, правий нападник. Виступає за «Відень Кепіталс» в Австрійській хокейній лізі. 
Вихованець хокейної школи ЕФ «Вінер». Виступав за «Вінер Айслевен», ХК «Зальцбург», «Гвелф Сторм» (ОХЛ).
У складі національної збірної Австрії учасник чемпіонатів світу 2011 і 2015 (13 матчів, 2+2). У складі молодіжної збірної Австрії учасник чемпіонатів світу 2004 (дивізіон I), 2005 (дивізіон I) і 2007 (дивізіон I). У складі юніорської збірної Австрії учасник чемпіонатів світу 2003 (дивізіон I), 2004 (дивізіон I) і 2005 (дивізіон I).